# Eucyclotoma
Eucyclotoma é um gênero de gastrópodes pertencente a família Raphitomidae.

## Espécies
- Eucyclotoma albomacula Kay, 1979[3]
- Eucyclotoma bicarinata (Pease, 1863)[4]
- Eucyclotoma carinulata (Souverbie, 1875)[5]
- Eucyclotoma cingulata (Dall, 1890)[6]
- Eucyclotoma cymatodes (Hervier, 1897)
- Eucyclotoma exilis (Dunker, 1871)
- Eucyclotoma fusiformis (Garrett, 1873)[7]
- Eucyclotoma hindsii (Reeve, 1843)[8]
- Eucyclotoma inquinata (Reeve, 1845)[9]
- Eucyclotoma lactea (Reeve, 1843)[10]
- Eucyclotoma stegeri (McGinty, 1955)[11]
- Eucyclotoma tricarinata (Kiener, 1840)[12]
- Eucyclotoma trivaricosa (Martens, 1880)[13]
- Eucyclotoma varicifera (Pease, 1868)[14]

Espécies trazidas para a sinonímia
- Eucyclotoma minuta Reeve, 1844: sinônimo de Nepotilla minuta (Tenison-Woods, 1877)
- Eucyclotoma molleri (Reeve, 1846): sinônimo de Eucyclotoma lactea (Reeve, 1843)
- Eucyclotoma nobilis Hedley, 1922: sinônimo de Eucyclotoma tricarinata (Kiener, 1840)
- Eucyclotoma pulcherrima Adams, 1871: sinônimo de Eucyclotoma exilis (Dunker, 1871)
- Eucyclotoma ticaonica Reeve, 1845: sinônimo de Daphnella ticaonica (Reeve, 1845)
- Eucyclotoma tricarinata Reeve, 1843: sinônimo de Eucyclotoma exilis (Dunker, 1871)